# Tévnyomat
A tévnyomat a bélyeggyűjtésben olyan nyomdai termék (bélyeg, díjjegyes vagy postai nyomtatvány), amely rövid időre postai forgalomba került (és onnan rövidesen visszavonták), és
- nem megfelelő anyag felhasználásával, vagy
- nem megfelelő eszközzel vagy
- nem megfelelő nyomási technológiával készült, tévedés vagy más mulasztás miatt.

## Nem tekinthető tévnyomatnak
- Ha a hibát a teljes, postai forgalomba került kiadás tartalmazza (pl. 1939. évi Lorántffy Zsuzsanna bélyeg nevében egy ef-fel),
- Ha a hibás kiadást később javított kiadás követi (pl. Indiában 1949-ben egy tükörképben ábrázolt szobornál).
- A nyomdai rendellenességgel készült bélyeg (pl. kingerlice)
- Az illegálisan gyűjtői forgalomba került nyomdai selejt.
- Előfordul, hogy a szerszám meghibásodása miatt egymástól eltérő példányok is postai forgalomba kerülnek, ezeket változatnak nevezik (pl. az 1964. évi Erzsébet híd blokk esetében).

## Fajtái
- nem megfelelő anyag felhasználásával készült a bélyeg, ha nem az előírt papíron, előírt színű festékkel nyomták.
- nem megfelelő eszközzel nyomott a bélyeg, ha lemezhibás nyomóeszközzel vagy nem az előírt fogazatsűrűségű betéttel készült.
- nem megfelelő nyomási technológiával készült a bélyeg, ha például fordított a felülnyomás a papír helytelen behelyezése miatt (fordított berakás), vagy a több nyomási fázisban készült bélyegnél egy fázis kimarad, esetleg a középrészt nyomják fordítva, "fejjel lefelé".

## Híres tévnyomatok

### Az 1871-es Kőnyomat
Az első az Állami Nyomdában nyomtatott bélyegek tévnyomatok voltak. Az 1871-ben kiadott bélyegsor Ferenc József császárt ábrázolta. A kiforratlan technika miatt az első, krómsárga 2 krajcár névértékű bélyegeken a nyomdafesték nem oszlott el egyenletesen, úgy tűnt, mintha himlőhelyes lenne az uralkodó arca. Az elkészült ívek nagy részét bezúzták, azonban néhány példány forgalomba került. A 2 krajcáros címletből új íveket nyomtattak.

### A Fordított Madonna
A legértékesebb magyar tévnyomat valószínűleg az ún. Fordított Madonna, amely ismert magyar bélyegritkaság. Lényegében fordított fázisnyomat. Az 1923-ban kiadott Koronás Madonna sorozat 5000 koronás névértékű bélyegének (tervezte Helbing Ferenc nyomása két színnel, két fázisban történt, külön a keret és külön a középrész tekintetében. Fordított berakás miatt a bélyegábra közepén levő, Szent Koronát viselő Madonna-kép 180 fokkal elfordult.
A hibát az ellenőrzés nem vette észre és egy 100 bélyeget tartalmazó ív postai forgalomba került. 1925 januárjában a Budapesti Munkásbiztosító Intézetnél észlelték, hogy a közeli trafikban ez a tévnyomat kapható, amiből addigra 80 példányt eladtak. Valószínűleg ennél jóval kevesebb példány maradt bélyeggyűjtők birtokában. 1980-ban a budapesti Bélyegmúzeum 50 éves évfordulójára kiadott emlékbélyegen szerepel a Fordított Madonna-bélyeg (ún. Bélyeg a bélyegen).